# Bala (grup musical)
|  | Aquest article tracta sobre el grup de música. Vegeu-ne altres significats a «Bala (desambiguació)». |

Bala és un power duo gallec de rock alternatiu format a La Corunya l'any 2014 per Ánxela «Anx» Baltar (guitarra i cantant) i Violeta «V» Mosquera (bateria i cantant). El 14 de setembre de 2015 van publicar el seu primer treball, un àlbum de set temes anomenat Human Flesh, i el 3 de març de 2017 van publicar el seu segon treball titulat Lume, ambdós a través del segell discogràfic Matapadre de Santiago de Compostel·la.

## Discografia
| Álbum       | Any  | Discogràfica  |
| ----------- | ---- | ------------- |
| Human Flesh | 2015 | Matapadre     |
| Lume        | 2017 | Matapadre     |
| Maleza      | 2021 | Century Media |
| Besta       | 2024 | PIAS          |